# Francesco Damiani
Francesco Damiani (* 4. října 1958, Bagnacavallo) je bývalý italský boxer. V amatérském ringu vybojoval stříbrnou medaili na olympijských hrách v Los Angeles roku 1984 (v super těžké váze nad 91 kilogramů), stříbro na mistrovství světa roku 1982 a dvakrát se stal mistrem Evropy (1981, 1983). Roku 1985 přestoupil k profesionálům, kde pak držel v letech 1989-1991 titul mistra světa v těžké váze u WBO (World Boxing Organization). Celkem v profi-ringu nastoupil k 32 zápasům, z toho 30 vyhrál (24x KO) a dva prohrál. Kariéru ukončil roku 1993.